# 坎普灣
坎普灣（英語：Camp Bay）是南極洲的海灣，位於南喬治亞群島，處於羅西塔港和森塞特港之間，在1929年由英國的研究隊繪入地圖和命名，由英國海外領土管轄。